# 北達科他號戰艦
北達科他號戰艦（舷號BB-29）是一艘隸屬於美國海軍的戰艦，為特拉華級戰艦的二號艦。她是美軍第一艘以北達科他州為名的軍艦。
北達科他號在1907年於紐波特紐斯造船廠開始建造，並在1908年下水，最終在1910年服役。接著北達科他號主要在大西洋執勤，並在1914年支援美國在坦皮科事件後入侵韋拉克魯斯。美國參與第一次世界大戰後，北達科他號留在紐約近海訓練，未有到前線參戰。戰後北達科他號參與多次軍事演習，並在1923年退役，改作靶艦。1931年北達科他號除籍，並出售拆解。